# Kanervasaari (ö i Norra Karelen, Pielisen Karjala, lat 63,71, long 28,91)
Kanervasaari är en ö i Finland. Den ligger i sjön Ylä-Valtimojärvi och i kommunen Valtimo i den ekonomiska regionen  Pielinen-Karelen  och landskapet Norra Karelen, i den centrala delen av landet, 400 km nordost om huvudstaden Helsingfors. Öns area är 2,4 hektar och dess största längd är 220 meter i sydväst-nordöstlig riktning.